# Dłużyna (województwo warmińsko-mazurskie)
Dłużyna – wieś w Polsce położona w województwie warmińsko-mazurskim, w powiecie elbląskim, w gminie Elbląg. Leży w pobliżu Kanału Elbląskiego.
W latach 1975–1998 miejscowość administracyjnie należała do województwa elbląskiego.